# アレクサンダー・バウムヨハン
アレクサンダー・バウムヨハン（Alexander Baumjohann、1987年1月23日 - ）は、ドイツ・ヴァルトロップ出身のサッカー選手。ポジションはMF。シドニーFC所属。

## 経歴
Teutonia SuS 20/58 Waltropを経て、2000年にシャルケ04の下部組織に加入。2005年にトップチームに昇格したが、1年半の在籍で2試合の出場に留まった。2007年1月、ボルシア・メンヒェングラートバッハへ移籍しブレイク。2009年7月に強豪バイエルン・ミュンヘンに引き抜かれるも出場機会はほとんどなく、2010年1月古巣シャルケに復帰。2012年から1.FCカイザースラウテルンへ移籍。2013年7月からヘルタ・ベルリンへ移籍。2015年2月のヨス・ルフカイ監督の解任に伴いダールダイ・パールが監督に就任すると、細貝萌とともに出番は激減。2016-17シーズンは怪我の影響もありベンチ外が続きリーグ戦の出場はなくシーズン終了後契約満了に伴い退団した。
ヘルタ退団後は妻の故郷であるブラジルに渡り、コリチーバFCとECヴィトーリアに所属したもののあまり出番はなく、2018年8月9日に同胞のマルクス・バッベル監督率いるウェスタン・シドニー・ワンダラーズFCへ移籍。
2019年7月、シドニーFCへ移籍。2019-2020シーズンのリーグ優勝、翌2020-2021シーズンの準優勝に主力として貢献したものの、Aリーグが新たに結んだ放送権契約の減額に伴うクラブ予算削減の影響を受け、2021年7月に退団が発表された。

## 所属クラブ
- シャルケ04 2005-2007、2010-2012
- ボルシア・メンヒェングラートバッハ 2007-2009
- FCバイエルン・ミュンヘン 2009-2010
- 1.FCカイザースラウテルン 2012-2013
- ヘルタ・ベルリン 2013-2017
- コリチーバFC 2017
- ECヴィトーリア 2018
- ウェスタン・シドニー・ワンダラーズFC 2018-2019
- シドニーFC 2019-2021

## タイトル
クラブ
シャルケ04
- DFBポカール 2010-2011
- DFLスーパーカップ 2011
- DFLリーガポカール 2005